# Температурно поле
Температурното поле представлява материалната среда в пространството около всяко загрято до определена температура тяло и температурата вътре в него, доведена до определено състояние. Всяка точка от това поле се харектеризира с определен температурен потенциал и с определена температура.
Всъщност температурното поле представлява съвкупност от стойности на температурата в различни точки от тялото в даден момент от време. Математичното му описание може да се даде в следния вид:
T = f(x,y,z,t)
Да се конкретизира функцията f(x,y,z,t) при отчитането на формата на тялото, неговите физични свойства и условията на нагряване или охлаждане е основната цел на топлофизичния анализ.

## Видове температурни полета
Съгласно физичната си определеност температурните полета се характеризират с голямо разнообразие.
Според определеността на полето в пространството то може да бъде:
- едномерно
- двумерно
- тримерно

Според определеността на температурното поле във времето, то бива:
- Преходно (нестационарно) поле – Температурите в отделните му точки се изменят както в пространството, така и във времето. Това важи и за пространствените температурни разлики и за температурните разлики по време на фиксирано място. В нестационарните температурни полета се извършват сложни топлинни процеси и температурни изменения, които най-точно се анализират с различните методи за математично моделиране;
- Установено (стационарно) поле – Температурите в отделните точки на такова поле са различни, но те не се променят във времето (същото важи и за температурните разлики);